# Psallus punctulatus
Psallus punctulatus is een wants uit de familie van de blindwantsen (Miridae). De soort werd het eerst wetenschappelijk beschreven door Auguste Puton in 1874.

## Uiterlijk
De redelijk ovaal gevormde wants is altijd macropteer en kan 3 tot 4,5 mm lang worden. De grijsgele of witte wants heeft een rode tekening en is dicht bedekt met zowel goudkleurige als zwarte haartjes. Over de kop, het halsschild en het scutellum loopt een gele middenstreep. Het achterste deel van het halsschild heeft rode vlekjes, net als de voorvleugels. De vlekjes zijn naar het midden toe groter en onregelmatiger. Het uiteinde van het verharde deel van de voorvleugels, de cuneus, is grijsgeel met kleine vlekjes. Het bruine doorzichtige gedeelte heeft grijze aders. Van de gele antennes is het eerste segment meestal rood van kleur. De pootjes zijn geel met op de achterdijen kleine bruine vlekjes.

## Leefwijze
De wants overleeft de winter als eitje en er is één enkele generatie in het jaar. De imagines zijn te vinden van april tot juli op zomereik (Quercus robur) en wintereik (Quercus petraea).

## Leefgebied
De wants is in Nederland zeer zeldzaam en komt voornamelijk voor in Westelijk Midden-Europa.